# Вулиця Митрополита Феофіла
Ву́лиця Митрополита Феофіла — вулиця у Подільському районі Полтави, в селищі Дублянщина.

## Характеристика
Виникла на початку 20-го століття як місце мешкання залізничників.
Довжина 570 метрів. Пролягає від вулиці Шляхової до Нафтового провулку. До вулиці Митрополита Феофіла прилучаються вулиці ПРЗ, Княгині Ольги, Піднасипна і провулок Віри Холодної. На вулиці проживає близько 200 мешканців. Забудова — переважно приватні одно-двоповерхові приватні житлові будинки. Дорога заасфальтована.

## Походження назви
Вважається, що назву вулиця Безвірницька отримала у 1923–1925 роках, на хвилі перейменування вулиць Полтави «зі старими, віджитими назвами» на нові, які відповідали радянській ідеології. Носила назву на честь Спілки войовничих безвірників України, республіканської філії масової антирелігійної організації Союз безвірників СРСР.
26 липня 2024 року рішенням Полтавської обласної державної адміністрації вулицю Безвірницьку перейменували на честь українського православного діяча, митрополита Української автокефальної православної церкви (1942–1943) Феофіла (Булдовського).

## Транспорт
Дістатися до Безвірницької вулиці можна будь-яким громадським транспортом, що прямує з центру міста в напрямку Дублянщини. Проїзд до зупинок «Зої Космодем'янської» чи «22-а школа» залежно від ділянки вулиці.
З 2010 року за програмою Полтавської міськради «Місто без околиць» запущено автобусне маршрутне таксі «Огнівка  — Новобудова». Кінцева зупинка маршруту, що завершується на Безвірницькій, знаходиться біля зупинного пункту «Східний» Полтавської дирекції Південної залізниці. На платформі зупиняються приміські потяги лінії Полтава-Південна — Люботин.